# Alois Jegla
Alois Jegla (1929 Popovice – 30. března 2006 tamtéž) byl český fotbalový útočník. Jeho synové Lubomír a Ladislav byli rovněž prvoligovými útočníky.

## Hráčská kariéra
Odchovanec Podolí nad Olšavou hrál v československé lize za Křídla vlasti Olomouc během základní vojenské služby, vstřelil 6 prvoligových branek.

### Prvoligová bilance
| Ročník         | Zápasy | Góly | Minuty | Klub                  |
| -------------- | ------ | ---- | ------ | --------------------- |
| I. liga 1953   | 10     | 6    | –      | Křídla vlasti Olomouc |
| CELKEM I. liga | 10     | 6    | –      |                       |